# Christian Piskulla

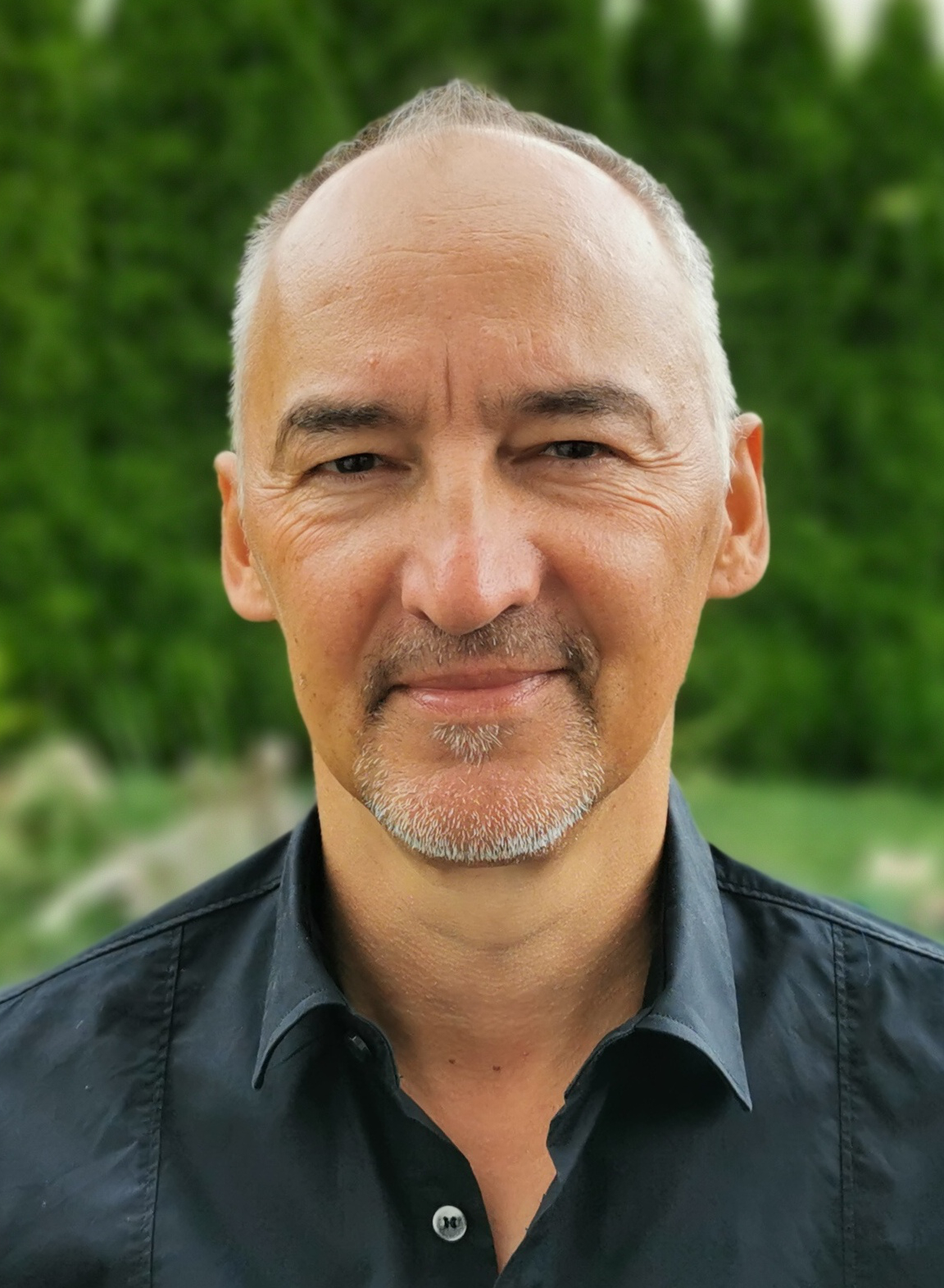
Christian Piskulla (2021)

Christian Piskulla (* 1966 in Salzgitter, Niedersachsen) ist ein Verleger, Autor und Anbieter von Schulungs-Dienstleistungen. Der von ihm gegründete Cleverprinting-Verlag bietet Fachliteratur im Bereich Colormanagement und Mediengestaltung an. Als Autor publizierte er neben dem Fachtitel PDF/X und Colormanagement bis 2023 drei Thriller: Das Stahlwerk (2020), Pacific Crest Trail Killer (2021) und Die Suche nach dem Route 66 Killer (2023).

## Biografie
Christian Piskulla wurde 1966 in Salzgitter geboren. Als Quereinsteiger kam er im Jahr 1997 in die Druckindustrie, wo er in verschiedenen Druckereien als Vorstufen- und Marketingleiter tätig gewesen ist. 2004 gründete er die Schulungsfirma Cleverprinting. Da sich – so die Verlags-Webseite – die übliche Prozedur des Arbeitens mit Schulungsunterlagen als unzulänglich erwies, erweiterte Piskulla das Angebot mit Branchen-Fachtiteln, welche im angegliederten Cleverprinting-Verlag publiziert wurden.
Über den Kern-Titel, das mehrmals nachgedruckte Fachbuch PDF/X und Colormanagement, hinausgehend erweiterte Piskulla das Verlagsangebot im Lauf der Jahre durch weitere, flankierende Titel zu Adobe InDesign, Photoshop, Typografie, Grafikdesign und das Arbeiten mit interaktiven PDF-Dokumenten. Neben dem Herausgeber Christian Piskulla schreiben weitere Publishing-Experten wie Monika Gause, Christoph Luchs, Christian Nuber, Günter Schuler und andere.

## Publikationen
Der mehrmalig aktualisierte und in Neuauflage publizierte Fachtitel PDF/X und Colormanagement hat den Ruf eines Branchenstandards und wurde in einer Reihe von Fachmedien mit positiver Kritik bedacht. Über das Kernthema Farbmanagement hinaus behandelt er alle wesentlichen Aspekte, welche für die Herstellung professioneller Druckdokumente von Interesse sind. Ebenfalls auf die Bedürfnisse professioneller Mediengestalter abgestellt ist auch der Titel Next Generation Publishing, ein 2017 in aktualisierter Zweitauflage erschienenes Fachbuch, an dem neben Piskulla weitere Autoren des Cleverprinting-Verlags beteiligt sind.
2020 debütierte der Fachverlagsinhaber mit einem Thriller – Das Stahlwerk. Die Handlung ist in einem fiktiven Duisburger Stahlwerk zur Zeit des Zweiten Weltkriegs angesiedelt. Thematisch rückt es den Mikrokosmos dieses Werks mit seiner Stammbelegschaft, seinen Zwangsarbeitern, Werksleitern, Werkschutz-Zuständigen sowie die dort stattfindende Kriegsproduktion in den Mittelpunkt. Plottechnischer Aufhänger ist die Jagd nach einem Serienkiller. Handlungsmittelpunkt sowie -schauplatz ist dabei im Wesentlichen das titelgebende Stahlwerk.
Dem Branchenmedium Börsenblatt zufolge verkauften sich Buch und E-Book trotz der Veröffentlichung in einem krimifremden Fachbuchverlag im fünfstelligen Bereich. Als weiteres Werk erschien im August 2021 Pacific Crest Trail Killer – ein Thriller, der gleichfalls die Jagd auf einen Serienkiller als Aufhänger hat. Handlungsort ist der im Titel aufgeführte Pacific-Crest-Trail-Fernwanderweg längs der US-amerikanischen Westküste. Das Szenario thematisiert dabei auch den Gegensatz zwischen idyllischer Natur – welche Piskulla 2019 im Rahmen einer dreimonatigen Reise in den USA selbst erkundete – und den sozialen Gegensätzen, welche im weiteren Umfeld der US-Großstädte zu beobachten sind.

## Medienresonanz
Schulungsangebot sowie Fachbücher fanden seit Verlagsgründung eine positive Resonanz. Das Fachmagazin Mac Life urteilte in einer Rezension zum ersten PDF- und Colormanagement Handbuch: „Hier dürfte neue Standard-Literatur entstanden sein.“ Das Anwendermagazin Macwelt fasste in einer Rezension einige Arbeitstechniken in Lesertipp-Form stichwortartig zusammen. Weitere Medien wie flyeralarm, print.de, Page und Gutenbergblog attestierten dem PDF/X-Titel sowie weiteren Cleverprinting-Fachpulikationen einen hohen Praxiswert.
Mediale Beachtung fand auch Piskullas Thriller-Erstling Das Stahlwerk. Das Online-Magazin Krimi-Couch sowie die WAZ hoben vor allem das stimmige Setting hervor. stern.de setzte das flankierende Hörbuch auf eine Empfehlungsliste für Krimi-Hörbücher. Weitere Rezensionen erschienen bei buchjournal.de, bei freitag.de sowie der Rundschau Duisburg.
Der Folgekrimi Pacific Crest Trail Killer erschien im August 2021 – ebenfalls im Cleverprinting-Verlag. Der Thriller basiert auf Impressionen, welche der Autor im Zug einer Wanderung auf dem John Muir Trail an der amerikanischen Westküste gewinnen konnte. Im Nachwort geht Piskulla erklärend auf die Umstände ein, welche ihn zu diesem Buch bewegt haben: neben der in den USA beobachteten sozialen Ungleichheit sei vor allem die via Medien konsumierbare Gewalt, explizit auch die gegen Frauen, Anstoß für das Schreiben des Romans gewesen. Ein weiterer Krimi mit dem in Pacific Crest Trail Killer eingeführten zwei Hauptfiguren erschien im Oktober 2023 unter dem Titel Die Suche nach dem Route 66 Killer.

## Titel

### Medienproduktion
- PDF/X und Colormanagement (seit 2004; Aktualisierungen ungefähr im Zwei-Jahres-Turnus; 9. Auflage: 2016)
- Next Generation Publishing (2012 und 2018; mit Gregor Fellenz, Olaf Giermann, Christoph Luchs, Christian Nuber, Günter Schuler und Uli Staiger)
- Die Cleverprinting EXPERIMENTE (2013)
- Formulare und barrierefreie PDF erstellen mit Acrobat Pro DC (2020; mit Christian Nuber)

### Krimi
- Das Stahlwerk (2020)
- Pacific Crest Trail Killer (2021)
- Auf der Suche nach dem Route 66 Killer (2023)